# N-Acylglucosamin-2-Epimerase
N-Acylglucosamin-2-Epimerase ist ein Enzym, das beim Menschen durch das RENBP-Gen codiert wird.
Das Genprodukt hemmt die Renin-Aktivität durch Bildung eines Dimers mit Renin – ein Komplex, der als Renin mit hoher molarer Masse bekannt ist. Das codierte Protein enthält eine Leucin-Zipper-Domäne, die essenziell für die Dimerisation mit Renin ist. Das Genprodukt kann die Umwandlung von N-Acetylglucosamin zu N-Acetylmannosamin katalysieren, was kennzeichnend für eine GlcNAc-2-Epimerase ist. Transkriptvarianten, die alternative Promotoren verwenden, wurden bereits in der Literatur näher beschrieben.